# 俞宗怡
俞宗怡，GBS，JP（1952年10月6日—），屬於手袋黨的官員，前任香港公務員事務局局長。
俞宗怡祖籍江蘇楊州（揚州），在香港接受教育，1964年起入讀庇理羅士女子中學，且在該校中學畢業，1974年於香港大學歷史系畢業（二級榮譽甲等），同年加入香港政府擔任行政主任，同年轉為政務主任（AO），曾任職民政署、財政科及新界政務署。

## 簡歷
- 1981年升為高級政務主任，任職布政司署。
- 1983年年晉升為丙級政務主任，任布政司總署助理署長。
- 1984年任首席助理教育統籌司。
- 1985年出任香港政府駐紐約經貿辦事處副處長。
- 1988年負笈美國哈佛大學留學深造，取得公共行政管理碩士學位。
- 1988年轉往政府財政科，擔任首席助理財政司。
- 1991年9月至1992年4月出任區域市政總署副署長。
- 1992年，俞宗怡以40歲之齡成為最年輕的甲級政務官。
- 1992年4月至1993年3月任副工商司。
- 1993年5月至1995年9月出任工業署（今創新科技署）署長。
- 1995年11月至1998年3月晉升任工商局局長（回歸前称工商司），成爲港府有史以來首位掌管工商司的女高官。
- 1997年4月確認晉升至局長職級[4]
- 1998年4月至2002年6月出任庫務局局長，在財政司司長離埠期間擔任署理財政司司長。曾經出現過政務司、財政司、律政司三司，全部由女性掌管的局面。
- 2002年7月董建華推出問責制后，俞宗怡獲委任為工商及科技局常任秘書長（工商），協助制定香港的外貿政策及知識產權政策，促進外貿關係及本地工商業發展。
- 2004年8月成為香港部長級會議統籌辦事處督導委員會主席，負責協助特區政府籌辦世界貿易組織香港部長級會議。
- 2006年1月24日以停薪留職的方式轉任公務員事務局局長，委任期直到2007年6月30日。
- 2007年7月1日她再獲委任公務員事務局局長，任期直到2012年6月30日。

## 職務
- 1981年：布政司署高級政務主任
- 1983年：市政總署助理署長
- 1984年：首席助理教育統籌司
- 1989年：首席助理經濟司
- 1991年：區域市政總署副署長
- 1992年：副工商司
- 1993年：工業署署長
- 1995年：工商司
- 1998年：庫務局局長
- 2002年：工商及科技局常任秘書長（工商）
- 2006年：公務員事務局局長[5]

## 榮譽
- 金紫荊星章（G.B.S.）（香港2001年度授勳及嘉獎名單；2001年7月1日）[6]
- 非官守太平紳士（J.P.）（2013年7月1日）[7]
- 官守太平紳士（J.P.）（1989年5月4日－2012年6月30日）[8]

## 其他
- 俞宗怡是「手袋黨」成員之一。[來源請求]
- 俞宗怡曾經和黎年以及李淑儀一同在香港大學歷史系就讀。[來源請求]
- 香港傳媒暱稱俞小姐為「D姐」。[來源請求][9]
- 俞小姐業餘時間喜歡讀書，也喜歡打高爾夫和旅遊。[來源請求]
- 俞小姐和前民政事務局常任秘書長尤曾家麗女士等人組成馬主團體，名為「新秀團體」，擁有一匹名叫「勝任愉快」的馬匹，支持慈善事業。[10]其後，新秀團體於2008年香港國際馬匹拍賣會引入一匹名叫「勝任有餘」的馬匹，馬主成員亦包括俞宗怡和商務及經濟發展局局長劉吳惠蘭，平機會主席林煥光等人。2014年，新秀團體再度引入自購新馬，名為「勝任如意」，馬主團體成員除了俞宗怡、劉吳惠蘭外，還有何鑄明、譚榮邦等前政府高官。[來源請求]